# Dダッシュ
D-DASH（ディー-ダッシュ）は、大日本プロレス主催の若手選手によるプロレス興行。

## 概要
- 2008年11月、横浜にぎわい座のげシャーレで旗揚げ戦を開催。毎月1回「挑戦」をテーマに若手同士のしばき合い若手対キャリアのチャレンジマッチを軸に開催している。場外カウントは5カウント。
- 基本会場は横浜にぎわい座だが2009年5月に新木場1stRING、7月に横浜赤レンガ倉庫で開催している。
- 大会名の「D」は「DAINICHI（大日）」。「DASH」は若手選手の勢いを表すとともにトップを「奪取」するという意味を持つ。
- 2009年8月、プロデューサーの李日韓が旗揚げ1周年記念大会となる11月にタッグトーナメント戦を開催することを発表。Aブロックは岡林裕二&大橋篤、佐々木大輔&佐藤悠己、関根龍一&キム・ナムソク、アミーゴ鈴木&梶原慧。Bブロックは石川晋也&河上隆一、忍&山田太郎、竹田誠志&小部卓真、入江茂弘&笠木峻。

## 参戦選手

### 若手組
- 岡林裕二

大橋篤とのタッグで2009年12月にタッグトーナメント優勝。
- 大橋篤（レフェリー兼任）

岡林裕二とのタッグで2009年12月にタッグトーナメント優勝。
- 石川晋也

2009年10月はヒザの負傷のため欠場。代わりに星野勘九郎が出場。
- 河上隆一

2008年12月にプロデビューをはたす（関本大介とのシングル）。
- 佐々木大輔

2009年10月に神威とシングルで戦いDダッシュ史上初のリングアウト裁定。
- 竹田誠志

2009年7月1日に横浜赤レンガ倉庫で行われた1DAYトーナメント戦に優勝。
- 彰人

2010年3月に出場。
- アミーゴ鈴木

2009年8月に出場。
- 石井慧介

2009年4月に出場。
- 入江茂弘

2009年1月、7月、9月、10月に出場。
- 小部卓真

2008年12月、2009年7月、10月に出場。
- 梶原慧

2009年3月、4月、5月、7月、10月に出場。
- 笠木峻

2009年11月に出場。
- 加藤誠

2008年11月に出場。
- 神威

2009年2月のエキシビションに出場。10月に本戦出場。
- キム・ナムソク

2009年11月に出場。
- クレイグ・クラシック

2009年2月のエキシビションに出場、3月に本戦出場。
- 佐藤悠己

2009年6月で負傷した正岡に代わり7月の1DAYトーナメントに出場。
- ジ・ウインガー

10年1月に佐々木貴の代わりに出場。
- 忍

2008年12月、2009年6月、9月、10月に出場。
- 柴山貴哉（DEP）

2008年12月、2009年2月に出場。
- 翔太

2009年3月、4月、5月、8月に出場。
- 関根龍一

2009年7月、9月に出場。
- ダイスケ

2009年7月に出場。
- CHANGO

2009年12月に負傷した梶原の代わりにDダッシュ出場。
- 塚本拓海

2009年10月に出場。
- 橋本和樹

2009年10月に出場。
- フジタ"Jr"ハヤト

10年2月に出場。
- ブラックΣ

2008年12月に出場。
- ヘラクレス千賀

2009年1月に出場。
- 星野勘九郎

2008年11月に出場。2009年10月に負傷欠場した石川晋也の代わりに出場。
- 正岡大介

初回からのレギュラー組だったが2009年6月に対ウルトラマンティス・ブラック戦で試合中にヒジを負傷して以降は出場せず。
- 山田太郎

2009年9月に出場。佐々木義人とシングルで戦い見事MVPに選ばれた。
- 吉野達彦

2010年6月にて出場。
- 玲央

2008年12月に出場。

### キャリア組
- 関本大介
- 伊東竜二
- 石川修司
- 大鷲透
- 柴田正人
- 松田慶三
- ディック東郷
- 佐藤光留
- 澤宗紀
- 円華
- 佐々木義人 (プロレスラー)
- HARASHIMA
- アントーニオ本多
- ヤス・ウラノ
- 田村和宏
- 井上勝正
- 佐々木貴
- 木高イサミ
- バラモン・シュウ
- バラモン・ケイ

### 外敵軍
- ウルトラマンティス・ブラック
- チャック・テイラー
- ファイアーアント
- ソルジャーアント

## スタッフ

### レフェリー
- 李日韓（プロデューサー兼任）

### リングアナウンサー
- 新土裕二

## MVP制度
全試合終了後に観客と試合会場に来ていた選手による投票が行われMVP試合が決定される。選ばれた試合に出場していた選手には金一封とトロフィーを贈呈。観客は1票、選手は10票を持つ。2010年5月より試合ではなく選手個人に投票するようになった。